# 21076 Kokoschka
21076 Kokoschka (1991 RG4) là một tiểu hành tinh vành đai chính được phát hiện ngày 12 tháng 9 năm 1991 bởi F. Borngen và L. D. Schmadel ở Tautenburg.